# Флірт (фільм, 1917)
Флірт (англ. The Flirt) — американська короткометражна кінокомедія режисера Біллі Гілберта 1917 року.

## Сюжет
Людина влаштовується на роботу в кафе, в надії познайомитися з офіціанткою, що працює там.

## У ролях
- Гарольд Ллойд
- Снуб Поллард
- Бібі Данієлс
- В. Л. Адамс
- Семмі Брукс
- Лотті Кейс
- Біллі Еванс
- Біллі Фей
- Вільям Гіллеспі
- Седі Гордон